# Georg Ernst Ludwig von Preuschen von und zu Liebenstein (1727–1794)
Georg Ernst Ludwig Freiherr von Preuschen von und zu Liebenstein, bis 1782 Georg Ernst Ludwig Preusch, bis 1791 von Preuschen (* 26. Februar 1727 in Diethardt; † 1. September 1794 in Ems) war markgräflicher geheimer Rat in Karlsruhe, fürstlich Oranien-Nassauer geheimer Rat und Regierungspräsident zu Dillenburg.
Preuschen war der Sohn des Metropoliten und Oberpfarrers Gerhard Helfried Preusch in Nidda. Er wurde am 5. März 1782 von Kaiser Joseph II. in den Reichsadelsstand erhoben und am 11. Juli 1783 vom Haus Nassau mit der Burg Liebenstein und dem nahegelegenen Dorf Osterspai beliehen. Am 28. Juli 1791 wurde er von Kaiser Leopold II. in den Reichsfreiherrenstand erhoben und führte von dort an den Titel "von und zu Liebenstein". 1792 wurde er in die Reichsritterschaft am Mittelrhein aufgenommen. Er war mit Margaretha Luise geborene Büttner (1731–1799) verheiratet. Sein gleichnamiger Sohn Georg Ernst Ludwig von Preuschen von und zu Liebenstein (1764–1849) wurde Präsident des Oberappellationsgerichtes Wiesbaden und Landtagsabgeordneter. Sein Sohn August wurde ebenfalls Oberappellationsgerichtsrat und Landtagsabgeordneter.
Preuschen war Jurist und Professor in Gießen. Die Bayerische Akademie der Wissenschaften ernannte ihn 1759 – im Gründungsjahr der Akademie – zu ihrem auswärtigen Mitglied.